# Завда
Завда (пол. Zawda, нім. Sawdin) — село в Польщі, у гміні Ласін Ґрудзьондзького повіту Куявсько-Поморського воєводства.
Населення — 303 особи (2011).
У 1975-1998 роках село належало до Торунського воєводства.

## Демографія
Демографічна структура станом на 31 березня 2011 року:
|          | Загалом | Допрацездатний вік | Працездатний вік | Постпрацездатний вік |
| -------- | ------- | ------------------ | ---------------- | -------------------- |
| Чоловіки | 151     | 39                 | 104              | 8                    |
| Жінки    | 152     | 38                 | 90               | 24                   |
| Разом    | 303     | 77                 | 194              | 32                   |